# روابط ایران و اتحادیه عرب
روابط ایران و اتحادیه عرب به وابستگی‌ها و پیوستگی‌های دوسویهٔ ایران و اعضای سازمان بین‌المللی و منطقه‌ای اتحادیه عرب در موضوعات گوناگون گفته می‌شود. این سازمان شامل کشورهای عمدتاً عربی جنوب غرب آسیا و شمال آفریقا است (۲۲ کشور عرب‌زبان شامل ۱۰ کشور آفریقایی و ۱۲ کشور آسیایی).
به‌طور کلّی سرزمین ایران و مرزهای آن از چهار اقلیم با این کشورها همسایگی دارد: کردستان درون‌مرزی ایران با کردستان عراق و شمال عراق؛ خوزستان با جنوب عراق و کویت؛ خلیج فارس با عربستان، قطر، بحرین و امارات؛ هرمزگان با عمان و امارات؛ که روابط با کشورهای عربی از راه هر یک از این اقلیم‌ها، پیشنه و ویژگی‌های خود را دارد.
در سیاست و دیپلماسی، عبارت است از سیاست خارجی ایران در تقابل یا تعامل با ۲۲ کشور آسیایی و آفریقایی که خود را جهان عرب می‌نامند. این روابط با توجه به تفاوت نژادی، زبانی و سپس دینی آن‌ها در طول تاریخ خاورمیانه هیچگاه در حد مطلوبی ارزیابی
نشده‌است و همواره میزانی از بدبینی و تقابل بالاخص از جانب عرب‌ها دیده شده‌است. پس از پایان جنگ ایران و عراق، دولت‌های سازندگی و دولت‌های اصلاحات موفق شدند به مرور بسیاری از اختلافات را با این کشورها حل و فصل نمایند و روابط را دوستانه سازند؛ ولی با روی کار آمدن دولت‌های خدمتگزار، روابط در طول ۸ سال بسیار تنزل کرد و در بدترین شرایط بعد از پیروزی انقلاب ۱۳۵۷ ایران تبدیل شد. برخی از تنش‌زایی‌های این دوره به دست دولت‌مردان ایرانی رقم خورد و برخی خارج از کنترل سیاستمداران ایرانی بود و آبستن رویدادهای ناخوشایند منطقه‌ای رقم خورد. با روی کار آمدن دولت تدبیر و امید در سال (۲۰۱۳)، دو طرف بسیار امیدوار به بازگشت به روابط درخشان گذشته در دوره قبل از ریاست‌جمهوری محمود احمدی‌نژاد بودند ولی بعد از مرگ عبدلله بن عبدالعزیز و تغییر سیاست عربستان سعودی روابط دو کشور به سمت خصمانه‌ای پیشرفت.
عرب‌ها معتقدند ایران پس از سقوط دودمان پهلوی مدام در حال تلاش برای تغییر توازن قدرت در منطقه به نفع خود است. این بینش پس از اعتراضات مردم کشورهای عربی در سال ۲۰۱۱ شدت گرفت. کشورهای شورای همکاری خلیج فارس معتقدند آن دسته از قیام‌هایی که در کشورهای شبه جزیره عربستان رخ می‌دهد، همگی به پشتوانه ایران انجام می‌گیرد. به این دلیل که مردم کشورهای عربی منطقه حکومت‌های خود را دوست دارند و تنها ایران است که با آن‌ها مخالف است. این شورا ایران را در قیامهای کشورهای عرب شمال آفریقا و غرب آسیا بی‌تاثیر می‌دانند.

## همسانی‌ها
شباهت‌ها و روابط دوستانه
ایران با سرزمین‌هایی که از سدهٔ هفتم میلادی عرب‌زبان‌اند، از دوران باستان تاریخ مشترک دارد. دگرگونی‌های تاریخی دوران مدرن، فرهنگ و دین پایهٔ اسلامی و تاریخ باستانی، گرایش‌ها در هنر و ادبیات، منابع اقتصاد و غیره همگی همانندی دوسویه دارد.

### عرب‌ها در ایران
به آمار ۱۳۹۰، حدوداً ۵ درصد (پنج میلیون نفر) جمعیت ایران، مردم عرب‌تبار هستند که بیشتر آن‌ها در استان خوزستان، هرمزگان و جزایر خلیج فارس ساکن‌اند. به‌طور کلّی سه استانی که عرب‌های بومی ایران بیشترین شمار را دارند، خوزستان، هرمزگان، و ایلام است. در استان قم و خراسان رضوی جمعیت برجسته‌ای عراقی‌های ایران ساکن‌اند.
تا سال ۱۳۵۷ عرب‌زبان‌های ایرانی ۳/۸۵ درصد از جمعیت ایران را شامل می‌شدند.
جمعیت مردم عرب در ایران، توسط پژوهش‌های انجام شده به وسیله سازمان‌های مرتبط بدین صورت می‌باشد:
- سازمان سیا: ۴٪ از جمعیت ایران[۵]
- دانشنامه لوک لکس: ۴/۳ از جمعیت ایران، معادل با ۱٬۶۰۰٬۰۰۰ نفر[۶]
- بنیاد آمریکای نوین: ۴/۳ عرب + ۰٫۱٪ عرب جنوبی از جمعیت ایران[۷]
- شهرستان آبادان: ۹۰٪ عرب جنوبی از جمعیت ایران را تشکیل می‌دهند[۸]
- کتابخانه کنگره: ۲٪ از جمعیت ایران[۹]
- دانشنامه اتنولوگ: گویشوران زبان عربی با لهجه بین‌النهرینی ۱٬۲۰۰٬۰۰۰ نفر[۱۰] گویشوران زبان عربی خلیجی ۲۰۰٬۰۰۰ نفر[۱۱]

### ایرانیان در کشورهای عربی
یمن، از کهن‌ترین محل مهاجرت دوسویهٔ ایران-عرب بوده‌است؛ زندگی‌نامه‌نویسان، وهب بن منبه (۶۵۴- ۷۳۲م) تابعی، گزارش‌نویس و تاریخ‌نگار یمنی را ایرانی‌اصل یاد کرده‌اند.

مصر نیز که همانند ایران در سده‌های میانهٔ اسلامی، بسی شکوفا بوده؛ از مقصدهای مهاجران ایرانی بوده‌است. جمال‌الدین شریف نیشابوری (۱۳۰۶-۱۳۷۴م) عالِم مسلمان در سده هشتم قمری، پس از شام به مصر رفت و تا پایان عمر همان‌جا ماند و تأهل گزید.

### فرهنگی

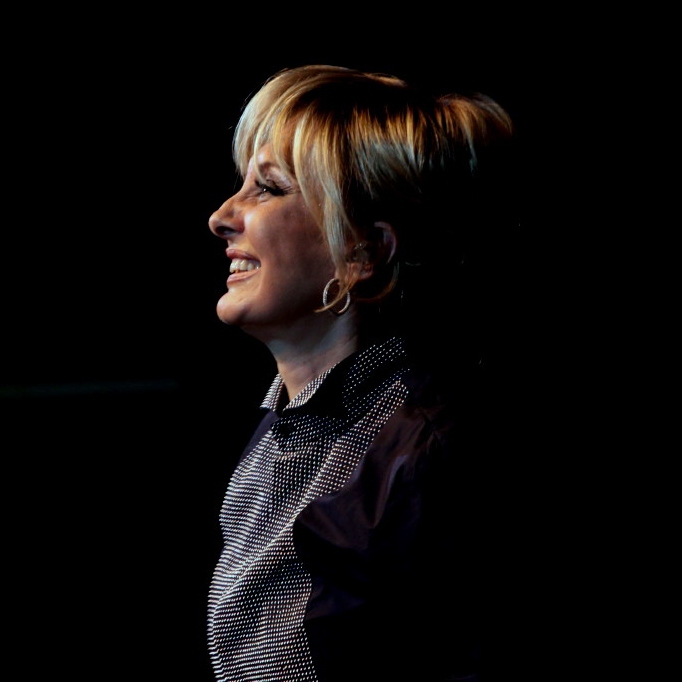
رسانه‌های عربی از گوگوش به عنوان «اسطورهٔ موسیقی ایرانی» یاد می‌کند و او در کشورهای عربی، به‌ویژه عراق و خلیج فارس، از مشهورترین خوانندگان ایرانی از دهه ۱۹۷۰م تاکنون است.

در دوران جمهوری اسلامی حدود یازده شهر ایرانی با یازده شهر از کشورهای عربی پیمان خواهرخواندگی امضا کرده‌اند که بعلبک، کربلا و نجف در بالای این فهرست است.

بسیاری از قاریان مصری بارها به ایران به مناسبت‌های گوناگون به‌ویژه در ماه‌های رمضان دعوت شده‌اند. برخی خوانندگان ایرانی در کشورهای عربی برنامه‌های خود را اجرا کرده‌اند: گوگوش، بغداد در دسامبر ۱۹۷۸م (کریسمس). دبی از دهه ۱۹۹۰ از مقصدهای بسیار این خوانندگان بوده‌است. گوگوش با شکوفایی‌اش از از دهه ۱۹۷۰م تا کنون، نزد مردم عرب از پُرآوازه‌ترین خوانندگان ایرانی است. رسانه‌های عربی از او به عنوان «اسطورهٔ موسیقی ایرانی» یاد می‌کند که در خاطرات بسیاری از عرب‌ها، به‌ویژه در عراق و خلیج فارس، مانده‌است. شیرین نشاط که خود را مسلمانِ ناهمراه با سیاست‌ها و برنامه‌های حکومت ایران نامیده، از ام کلثوم به عنوان یک هنرمند مسلمان یاد کرده که در دورهٔ خودش پدیده‌ای تابوشکن بوده‌است. «هنوز که هنوز است در هیچ مملکت اسلامی هیچ هنرمندی نتوانسته بشکند. برای من جالب است که بروم زیر پوست چنین هنرمندی که ببینم چطور توانست این تعادل را برقرار کند»

هرساله در نمایشگاه بین‌المللی کتاب تهران، ناشرانی برجسته از کشورهای عربی شرکت دارند؛ به‌ویژه از لبنان، سوریه، اردن، مصر و کویت. در سال ۱۳۸۸، حدود ۶۰۰ ناشر عربی در این نمایشگاه شرکت داشتند.

ایرانیانی همچون محمدعلی جمال‌زاده، امیرمسعود برومند، محمود حسابی ،علی‌اکبر صالحی دانش‌آموختهٔ دانشگاه‌های لبنان (به‌ویژه دانشگاه آمریکایی بیروت) بوده‌اند.
کمی بیش از گذشت دو ماه از درگذشت محمد حسنین هیکل، مراسمی برای بزرگداشت او در دانشگاه علامه طباطبایی (۲۲ اردیبشهت ۱۳۹۵/ ۱۱ مه ۲۰۱۶) برگزار شد. یک مقام‌دار فرهنگی ایرانی در آن همایش بیان کرد که ایران می‌خواهد روابط خود با جهان عرب را از راه فرهنگ استوار سازد و سازمان فرهنگ و ارتباطات اسلامی «پیشگام در مسیر ارتباط با جهان عرب و متعهد به گسترش این روابط است.».ابراهیمی ترکمان رئیس سازمان فرهنگ و ارتباطات اسلامی در ۲۰ اردیبهشت ۱۳۹۵ به روشنی بیان داشت که خواستار گسترش پیوستگی‌های فرهنگی با نخبگان جهان عرب است. رایزن فرهنگی ایران در لبنان (محمد مهدی شریعتمدار)، حسام‌الدین آشنا و عدنان سیدحسین، به‌تاریخ ۱۳ اسفند ۱۳۹۴ در بیروت، گفت‌وگوی فرهنگی ایرانی-عربی را مهم دانستند که باید به‌طور جدّی پیگری و بررسی آکادمیک شود.

از حمید عنایت (۱۹۳۲–۱۹۸۲) به‌عنوان نخستین کسی نام می‌برند که دربارهٔ «بایستگی پیوستگی فکری-فرهنگی ایران با جهان عرب» و «آشنایی با دگرگونی‌های علمی-شناختی آنان» سخن گفته و نوشته‌است. دربارهٔ او گفته‌اند که «به زبان عربی نیز می‌خواند و پس از آنکه یک سال در دانشگاه خارطوم (سودان) تدریس کرد عربی حرف زدن را نیز آموخت.»

برپایهٔ مادّهٔ شانزدهم قانون اساسی ج.ا. ایران، «از آنجا که زبان قرآن و علوم و معارف اسلامی، عربی است و ادبیات فارسی کاملاً با آن آمیخته‌است باید پس از دورهٔ ابتدایی تا پایان دورهٔ متوسطه در همهٔ کلاس‌ها و در همهٔ رشته‌ها تدریس شود.» پیش از این، زبان عربی نزد نخبگان ایرانی جایگاهی ادبی داشت. بسیاری از ادیبان ایرانی فارسی‌زبان، اگر می‌توانستند، به زبان عربی اثرر می‌آفریند؛ یا در میانِ آثارشان از زبان عربی سود می‌جستند (مانند جلال‌الدین مولوی در مثنوی). ابومنصور عبدالملک نیشابوری از ادیبان ایرانی عرب‌زبان هم‌روزگار فردوسی، دیدگاهی دربارهٔ زبان عربی در دیباچهٔ اثرش، فقه اللغه بیان کرده‌است.
ابوریحان بیرونی در پیشگفتار کتاب الصیدنه، زبان عربی را برتر از زبانِ خود (زبان خوارزمی) برای متون علمی بیان کرده‌است. ناصر خسرو، شش سال در پایتخت فاطمیان یعنی قاهره اقامت کرد و در آنجا در دوران المستنصر بالله به مذهب اسماعیلی گروید و از مصر سه بار به زیارت کعبه رفت. او در سال ۴۴۴ از طرف المستنصر بالله رهسپار خراسان گردید. ابوالعباس سرخسی (؟ -۸۹۹م)، دانشمند ایرانی در سدهٔ سوم هجری در بغداد، به‌عنوان مشاورِ خلیفه متعضد عباسی گرامی داشته می‌شد. خاندان برمکیان از خاندان‌های ایرانی بودند که نزد عباسیان به مقامات بالا رسیدند. استاد تقیه صوریه (۱۱۱۱-۱۱۸۴م) در اسکندریه که زندگی او را دگرگون کرد، ابوطاهر عمادالدین احمد بن محمد اصفهانی» معروف به حافظِ سلفی بود. شیخ بهایی از اهالی جبل عامل به درخواست صفویان به اصفهان کوچید.

دانشگاه پزشکی جابر بن حیّان در کوفه با دانشگاه پزشکی قم در ۴ اوت ۲۰۱۵ و سه دانشگاه فردوسی، نیشابور و روح‌القدس کَسلیک. با یکدیگر پیمان خواهرخواندگی امضا نموده‌اند.

### پیوستگی‌های اقلیت‌های دوسویه
آرام یکم، پیشوای دینی ارمنی‌های جهان که ساکن لبنان است، در تابستان ۱۳۸۴ در ایران حضور یافت؛ ایران را کشوری «عزیز» نامید و از رفتار مناسب تاریخی جامعهٔ ایرانی با ارامنه سخن گفت.

## ناهمسانی‌ها
اختلافات، تنش‌ها

### نژاد و تبار
کشورهای همچون عربستان سعودی که دارای جمعیت قریب به اتفاق از مردم عرب هستند، همواره از نفوذ ایران در کشورهای عربی که از تبعات آن می‌توان به کمرنگ شدن هویت عربی کشورهای تحت نفوذ می‌شود، هراس داشته و با آن مقابله می‌کنند.

### دین و مذهب
قرار گرفتن ایران شیعی در کنار کشورهای مسلمان حوزه خلیج فارس همواره یکی از عوامل اختلاف نظر و نزاع بین طرفین بوده‌است. این اختلافات همواره مد نظر ایالات متحده آمریکا برای تشدید اختلاف‌ها، بی‌اعتمادی و بیشتر کردن فاصله میان طرفین بوده‌است. اقداماتی از قبیل ایران ستیزی از این قبیل اقدامت می‌باشد.
در این بین حکومت جمهوری اسلامی سعی داشته با برقراری رابطه با کشورهای امارات متحده عربی و عمان از میزان اختلاف نظرها بکاهد. اما منازعاتی از قبیل اختلاف بر سر نامیدن خلیج فارس و مناقشه جزایر سه‌گانه ایرانی در خلیج فارس و مناقشات مرزی ایران و عراق همواره از موفقیت این اقدامت ممانعت نموده‌است.

## روابط سیاسی

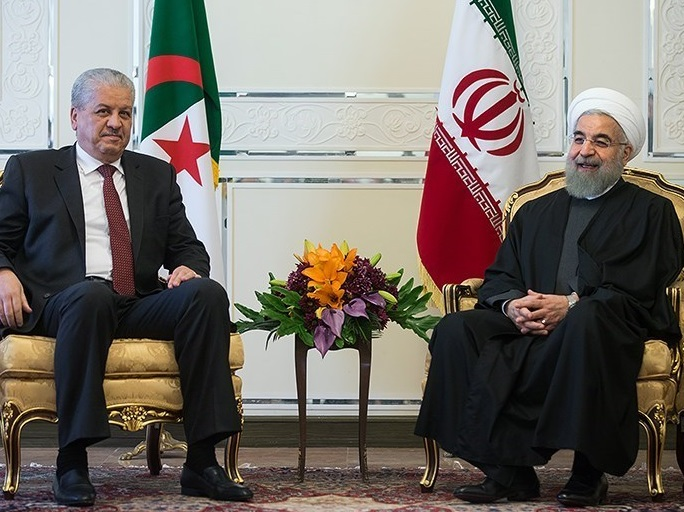
دیدار دو رئیس‌جمهور ایران و الجزایر، حسن روحانی و عبدالمالک سلال؛۲۲ نوامبر ۲۰۱۵م/ ۱ آذر ۱۳۹۴ در کاخ سعدآباد

همچنین ببینید: کتاب‌سوزی در ایران بخش حمله اعراب به ایران، حمله اعراب به ایران، جنبش سیاه‌جامگان و برمکیان

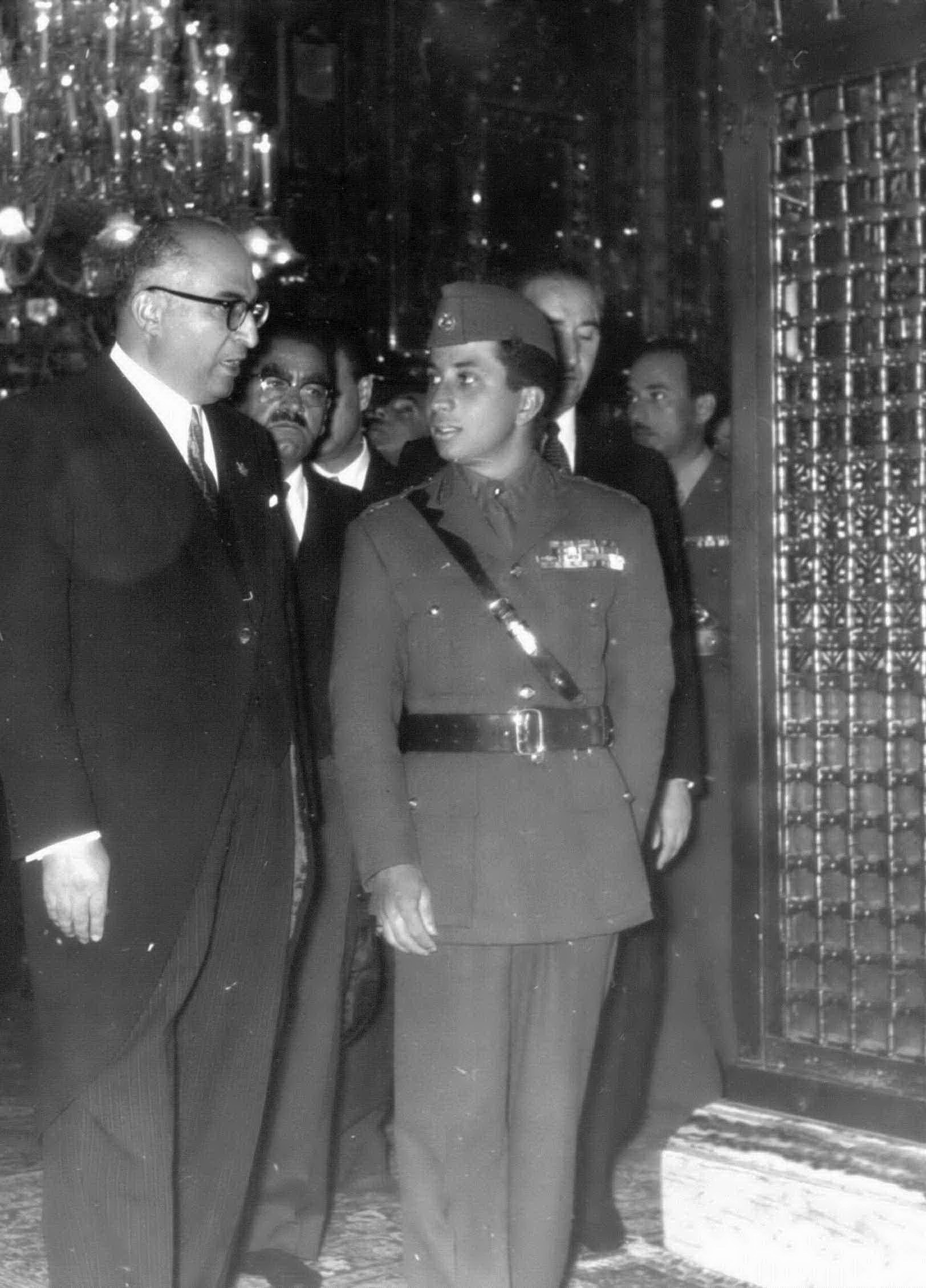
ملک فیصل دوم، پادشاه عراق در زیارت از حرم امام رضا، آبان ۱۳۲۸ / نوامبر ۱۹۴۹

پس از حمله اعراب به ایران و افزوده شدن خاک ایران به امپراتوری خلیفه‌ای اسلام و همچنین عدم برقراری عدالت و حکومت‌داری امویان و عباسیان، قیام‌های متعددی در ایران در جهت استقلال این کشور روی داد.

### دوره معاصر
پیش از پیروزی انقلاب ۱۳۵۷ ایران، در دورهٔ حکومت پهلوی، کشورهای عرب عمدتاً رابطه خصمانه‌ای با ایران داشتند. عمده دلیل اختلافات عمیق طرفین را می‌توان در حمایت حکومت پهلوی از اسرائیل در برابر عرب‌ها دانست. در این دوران رهبران کشورهای عربی از مخالفان حکومت وقت ایران حمایت و پشتیبانی می‌کردند. کشورهای مصر، لیبی، یمن، سوریه و فلسطین آشکارترین مخالفات‌ها را ابراز می‌داشتند. از میان کشورهای عرب، تنها الجزایر بود که سعی در برقراری روابط سیاسی محتاطانه با ایران داشت و به نوعی رضایت دو طرف را جلب می‌کرد. نقطه اوج روابط این کشور با ایران را می‌توان در میزبانی از معاهده ۱۹۷۵ دانست که به سال‌ها مناقشات ارضی ایران و عراق پایان داد. حکومت مصر نیز پس از سقوط جمال عبدالناصر و روی کار آمدن انور سادات چرخشی در رفتار خود در قبال ایران پدیدآورد و به برقراری روابط حسنه با حکومت وقت ایران پرداخت.

#### ماجرای ابوطالب یزدی
ابوطالب یزدی، جوانی ایرانی بود که در سال ۱۳۲۲ در حین انجام طواف در مسجدالحرام دچار حالت استفراغ شد و توسط مأموران عربستان سعودی دستگیر و به اتهام قصد آلوده کردن خانه خدا، در دادگاه محاکمه و سپس اعدام شد. خبر قتل وی باعث واکنش‌های شدید مردم و علما در ایران و عراق و سایر کشورهای اسلامی شد و همچنین موجب قطع ارتباط دیپلماتیک ایران و عربستان و امتناع ایران از فرستادن حجاج برای چهار سال گشت.

#### مناقشه بین ایران و عراق بر سر اروند رود
مالکیت اروند رود مسئله‌ای است که از دیرباز مورد اختلاف ایران و همسایه غربی خود بوده‌است. دولت عراق و پیش از آن دولت عثمانی ادعا می‌کرده‌اند که کل اروندرود به آن کشور تعلق داشته و مرز دو کشور در ساحل شرقی این رودخانه است. در مقابل دولت ایران نیز معتقد بوده که اروندرود یک رودخانه مرزی و متعلق به هر دو کشور است و بر اساس عرف بین‌المللی مرز دو کشور، باید ژرفگاه رودخانه باشد. تاکنون چندین قرارداد بین ایران و عثمانی و بعد ایران و عراق منعقد شده که مهم‌ترین آن‌ها عبارتند از:
- عهدنامه ارزروم ۲ (۱۸۴۷)
- پروتوکل استامبول (۱۹۱۳)
- صورتجلسات تحدید حدود (۱۹۱۴ تا ۱۹۳۷)
- عهدنامه ۱۹۳۷
- پیمان ۱۹۷۵ الجزایر

### در دوره جمهوری اسلامی
پس از انقلاب ۱۳۵۷، به دلیل تحولات منطقه‌ای و بین‌المللی که در سال‌های اخیر رخ داده‌است، عرب‌ها نگرانی‌ها و منازعات زیادی با ایران پیدا کرده‌اند که تأثیرات منفی بر روابط طرفین گذاشته‌است مهم‌ترین چالش‌های سیاسی پیش رو دو طرف عبارتند از:
1. برنامه هسته‌ای ایران
2. افزایش نفوذ ایران در عراق و ارکان سیاسی آن بعد از سقوط صدام حسین

۳- چشم‌انداز ۲۰ ساله کشور ایران
۴- حمایت ایران از گروه‌های مقاومت در مقابل اسرائیل از جمله حماس و حزب‌الله که موجب دامن‌زدن به نزاع عرب‌ها و اسرائیل شده‌است.
۵- حمایت‌های ایران از بهار عربی (انقلاب‌ها در کشورهای عربی در سال ۲۰۱۱)
۶- تمایل اعراب به پایین نگهداشتن قیمت نفت جهت اعمال فشار بر اقتصاد تک محصولی (که یکی دوسالیست در حال چند محصولی شدن بدون نفت می‌شود) ایران و جلب نظر آمریکا به عنوان یکی از بزرگ‌ترین واردکنندگان نفت در جهان
بر اساس شواهد بدست آمده توسط روزنامه نیویورک تایمز برخی از کشورهای عربی همچون عربستان سعودی، بحرین و امارات متحده عربی به دفعات با نوشتن نامه‌هایی به سفارتخانه آمریکا در این کشورها، از اقدامات ابتکاری ایالات متحده آمریکا برای مقابله با تبدیل شدن ایران به یک کشور صاحب فناوری هسته‌ای حمایت کرده‌اند. بعد از اوج گرفتن اعتراضات در جهان عرب (۲۰۱۰–۲۰۱۱)، کشورهای عرب خاورمیانه که نسبت به نفوذ ایران در کشورهای خود بیمناک بودند، به دفعات ایران را متهم کردند که در امور این کشورها مداخله می‌کند. در همین راستا چندین بیانیه شورای همکاری خلیج فارس را می‌توان برشمرد که به‌طور مستقیم به حمایت ایران از اعتراضات در بحرین در سال ۲۰۱۱ مربوط می‌شود. سخنگوی وزارت امور خارجه ایران این ادعا را بی‌پایه و اساس خواند و آن را اقدامی در جهت انحراف افکار عمومی از اقدامات نظامی و سرکوبگرانه حکومت‌های عرب علیه مردم خود و سایر کشورهای عربی توصیف کرد.

#### ماجرای کشتار حاجیان در مکه در سال ۱۳۶۶
کشتار حاجیان در مکه که در روز ۹ مرداد ۱۳۶۶ (۳۱ ژوئیه ۱۹۸۷) روی داد، به کشتار حاجیان عمدتاً ایرانی که به شعارهای سیاسی موسوم به «اعلان برائت از مشرکین» در طول مناسک حج واجب پرداخته‌بودند، اشاره دارد. این رویداد سبب ایجاد تنش در روابط ایران و عربستان سعودی شد. در این واقعه ۲۷۵ تن از حاجیان ایرانی، ۸۵ عربستانی از جمله نیروی پلیس و ۴۵ تن از حاجیان دیگر کشورها کشته و شماری نیز زخمی شدند.

#### تحریف نام خلیج فارس
با وجود مدارک تاریخی در خصوص نام خلیج فارس، برخی کشورهای عربی به ویژه کشورهای عرب حاشیه خلیج فارس مدعی هستند که نام این منطقه آبی خلیج عربی است. تا پیش از دهه ۶۰ قرن بیستم میلادی، کشورهای عربی از عبارت خلیج فارس در مکاتبات رسمی خود استفاده می‌کردند. دربارهٔ نام خلیج فارس تا اوایل دههٔ ۱۹۶۰ میلادی هیچ گونه بحث و جدلی در میان نبوده و در تمام منابع اروپایی و آسیایی و آمریکایی و دانشنامه‌ها و نقشه‌های جغرافیایی این کشورها نام خلیج فارس در تمام زبان‌ها به همین نام یاد شده‌است.

#### مناقشه جزایر سه‌گانه ایرانی
حاکمیت ایران بر جزایر سه‌گانه ابوموسی، تنب بزرگ و تنب کوچک ریشه در دورهٔ امپراطوری‌های عیلامی، ماد، هخامنشی، اشکانی و ساسانی دارد. در این دوران نظم و امنیت ایرانی بر سراسر این پهنه آبی خلیج فارس و جزایر آن حکم‌فرما بود. جزایر سه‌گانه در سال ۱۹۰۸ به‌طور کامل تحت اشغال بریتانیا به عنوان قیم رسمی امارات متصالحه درآمد اما تا سال ۱۹۷۱ هیچ‌یک از دولت‌های وقت ایران این اشغال را قبول نداشته و ابوموسی به همراه تنب بزرگ و کوچک در تقسیمات کشوری ایران قرار داشتند. در سال ۱۹۷۱ پس از توافق ایران و بریتانیا و پیش از خروج نیروهای نظامی انگلیس از منطقه و تأسیس کشور امارات متحده عربی، ابوموسی به همراه تنب بزرگ و تنب کوچک پس از نزدیک به ۷۰ سال شکایت‌های مداوم دولت ایران علیه اشغال گری انگلیس سرانجام به ایران بازگردانده شدد…

#### جنگ سرد اعراب و ایران
جنگ سرد اعراب و ایران عنوانی است که در رسانه‌ها برای توصیف روابط سرد ایران و کشورهای عربی به ویژه عربستان سعودی در دوره معاصر، آمده‌است.

#### دوران حسن روحانی
با انتخاب حسن روحانی به عنوان هفتمین رئیس‌جمهور ایران، موجی از خوش‌بینی بین سران عرب خاورمیانه نسبت به برقراری مجدد روابط حسنه با ایران شکل گرفت. حمایت دو رئیس‌جمهور قبلی ایران، علی‌اکبر هاشمی رفسنجانی و سید محمد خاتمی که از اعتبار و احترام خاصی بین اعراب منطقه برخوردارند، از جمله دلایل این امر به حساب می‌آید. از همین رو بود که سران کشورهای عربی خاورمیانه، از نخستین رهبران سیاسی بودند که پیام تبریک‌هایی را به منسبت پیروزی روحانی در انتخابات ریاست‌جمهوری ایران (۱۳۹۲) ارسال کردند. در زمانی که ایران و کشورهای غربی در حال انجام مذاکرات جهت حصول به توافق هسته‌ای ژنو بودند، کشورهای عربی خاورمیانه و به خصوص عربستان سعودی از جمله کشورهایی لقب گرفتند که در حال تلاش به منظور به نتیجه نرسیدن این مذاکرات و شکست گفتگوها تلاش جدی را از خود نشان می‌دادند. بعد از حصول این توافق راهبردی و ارتقای جایگاه سیاسی ایران در جهان، برخی کشورهای عربی همچون کویت و امارات عربی متحده اقدام به تغییر مواضع سال‌های اخیر خود نمودند و در نزدیکی بیشتر با ایران پیش‌قدم شدند. این اقدام با واکنش مثبت ایرانی‌ها مواجه شد و دیدارهایی مابین محمدجواد ظریف، وزیر امور خارجه وقت ایران و همتایانش در برخی کشورهای عربی، در همین راستا انجام شد.
در پی حمله به سفارت و کنسولگری عربستان سعودی در ایران، عربستان سعودی، کلیه مناسبات سیاسی و اقتصادی خود را با ایران به حالت تعلیق درآورد و از کشورهای عضو اتحادیه عرب و شورای همکاری خلیج فارس نیز خواست که با وی همراهی کنند. برخی کشورهای دارای مناسبات نزدیک با این کشور نیز به این درخواست عربستان پاسخ مثبت دادند و هرکدام بخشی از روابط سیاسی و اقتصادی و فرهنگی خود با ایران را متوقف کردند.
با فراگیر شدن بحران خلیج فارس روابط ایران و جهان عرب بیش از هر زمان دیگری متشنج شد و اختلاف‌ها تا نزدیکی یک درگیری نظامی مستقیم بالا گرفت. محمد جواد ظریف از درخواست چندباره گفتگو مستقیم با مقامات عربستانی (پس از هماهنگی با قاسم سلیمانی) جهت کاهش تنش‌های فی‌مابین با محوریت جنگ داخلی یمن (۲۰۱۵–تاکنون) سخن گفت که در نهایت با پاسخ منفی سعود الفیصل مواجه شد. از طرف دیگر نیز فیصل بن فرحان، وزیر خارجه وقت عربستان نیز ایرانیان را متهم کرد که به توافقات گذشته خود پایبند نمانده‌اند و از اینرو اعتماد از آنان سلب شده‌است.

### حملات خرداد ۱۴۰۴ اسرائیل به ایران
به دنبال حمله اسراییل به ایران اتحادیه عرب در نشستی فوق‌العاده در استانبول، حملات نظامی اسرائیل به ایران را به‌شدت محکوم کرد.